# Endemol
Endemol är ett produktionsbolag som utvecklar och producerar TV-format. Endemol ingår i Telefónica. Endemol är världens näst största TV-producent efter FremantleMedia. Telefónica sålde Endemol 2007 till Mediacinco Cartera, S.L., Cyrte Fond II, B.V. och G.S. Capital Partners VI Fund, L.P,
Endemol skapades 1994 genom sammanslagningen av Joop van den Endes Van den Ende Produkties B.V. och John de Mols De Mol Produkties B.V. Företaget har sitt huvudkontor i Hilversum i Nederländerna men har verksamhet över hela världen, bland annat i Tyskland, USA och Australien. År 2000 köptes man upp av Telefónica. Endemol har gjort en rad internationella TV-succéer som Big Brother, Vem vill bli miljonär?, Deal or No Deal och Fear Factor.